# Maliganadu, Mudigere
Maliganadu là một làng thuộc tehsil Mudigere, huyện Chikmagalur, bang Karnataka, Ấn Độ.